# SC Drente in het seizoen 1970/71
Het seizoen 1970/1971 was het 15e en laatste jaar in het bestaan van de Klazienaveense betaaldvoetbalclub SC Drente. De club kwam uit in de Nederlandse Tweede divisie en eindigde daarin op de 17e plaats. Tevens deed de club mee aan het toernooi om de KNVB beker, hierin werd de club in de derde ronde, na verlenging, uitgeschakeld door RCH (0–1). Na het seizoen werd duidelijk dat bij de sanering van het betaald voetbal in Nederland er een aantal clubs noodgedwongen moesten verdwijnen naar de amateurs. SC Drente was op basis van de criteria (gemiddelde van het aantal betalende toeschouwers over de afgelopen vijf jaar) van de KNVB een van de elf clubs die moesten verdwijnen uit het betaald voetbal. De club ging weer terug naar haar oude naam VV Zwartemeer en werd ingedeeld in de vierde klasse amateurs.

## Wedstrijdstatistieken

### Tweede divisie
|       | AGOVV | Baronie | EDO   | Eindhoven | Fortuna | Gooiland | Hermes DVS | Limburgia | NOAD  | PEC   | RBC   | RCH   | Roda JC | De Volewijckers | FC VVV | ZFC   |
| ----- | ----- | ------- | ----- | --------- | ------- | -------- | ---------- | --------- | ----- | ----- | ----- | ----- | ------- | --------------- | ------ | ----- |
| Thuis | 1 – 2 | 0 – 4   | 1 – 2 | 0 – 0     | 0 – 2   | 3 – 1    | 0 – 2      | 3 – 0     | 2 – 2 | 2 – 0 | 1 – 1 | 0 – 2 | 0 – 0   | 0 – 3           | 0 – 2  | 1 – 2 |
| Uit   | 0 – 0 | 1 – 0   | 1 – 0 | 2 – 1     | 3 – 2   | 0 – 0    | 3 – 0      | 3 – 2     | 2 – 0 | 2 – 0 | 3 – 1 | 3 – 2 | 3 – 0   | 1 – 1           | 1 – 1  | 2 – 2 |

### KNVB beker
| 1e ronde                                           | Telstar   | 0 – 2 (0 – 1)       | SC Drente                       |
| 16 augustus 1970 Plaats: IJmuiden Schoonenberg     |           |                     | 10' Bert Bosman 88' Hans Ludwig |
| 2e ronde                                           |           | Vrijgeloot          |                                 |
|                                                    |           |                     |                                 |
| 3e ronde                                           | SC Drente | 0 – 1 na verlenging | RCH                             |
| 14 maart 1971 Plaats: Klazienaveen Mr. Ovingstraat |           |                     | 112' Cornelis Meijer            |

## Statistieken SC Drente 1970/1971

### Eindstand SC Drente in de Nederlandse Tweede divisie 1970 / 1971
| Stand | Gespeeld | Gewonnen | Gelijk | Verloren | Punten | Doelpunten voor | Doelpunten tegen |
| ----- | -------- | -------- | ------ | -------- | ------ | --------------- | ---------------- |
| 17e   | 32       | 3        | 9      | 20       | 15     | 26              | 55               |

### Topscorers
| #      | Naam             | Goal |
| ------ | ---------------- | ---- |
| 1.     | Wout Bosman      | 9    |
| 2.     | Henk de Groote   | 3    |
| 2.     | Bennie Kracht    | 3    |
| 2.     | Hans Ludwig      | 3    |
| 5.     | Willy Hoogenberg | 2    |
| 5.     | Tonny Roosken    | 2    |
| 5.     | Sjaak Wijker     | 2    |
| 8.     | Roel Brinks      | 1    |
| 8.     | Andries Doek     | 1    |
| Totaal | Totaal           | 26   |

| #      | Naam        | Goal |
| ------ | ----------- | ---- |
| 1.     | Bert Bosman | 1    |
| 1.     | Hans Ludwig | 1    |
| Totaal | Totaal      | 2    |

## Voetnoten
AGOVV · Baronie · SC Drente · EDO · Eindhoven · Fortuna · Gooiland · Hermes DVS · Limburgia · NOAD · PEC · RBC · RCH · Roda JC · De Volewijckers · FC VVV · ZFC